# Blavet
|  | Per a altres significats, vegeu «Blavet (desambiguació)». |

El blauet, angelets, capblau, clavell de Sant Jaume o estel (Centaurea cyanus) és una espècie de planta amb flors del gènere Centaurea dins la família de les asteràcies (Asteraceae). És una planta nativa de la zona mediterrània central i oriental i ha estat introduïda a diverses zones temperades del món, especialment de l'hemisferi nord.
Addicionalment pot rebre els noms de angelet, angelina, blauets, blaus, blavet, blavets, bracera, caps blaus, clavell de Sant Isidre, clavellina de moro, clavells blaus, clavells de blat, clavells de moro, escombra, escombrera, flor de blat, granera, graneres, herba blava, herba de la diabetis, herba per a fer venir llet, herba per al sucre, llum, llums, peu de colom, xarampió i xarampions. També s'han recollit les variants lingüístiques aujalets, cap-blau i xarrampió.
Tant el gènere com l'espècie del seu nom científic són d'arrel grega. El nom genèric -Centaurea- prové d'un substantiu grec -kentauros- que indica que alguna part de la planta té forma d'una punta de llança. Aquest nom grec significa 'centaure', que és la barreja entre l'ésser humà del centaure i el cavall de la mitologia grega, època en la qual ja es coneixia la planta com a "herba de centaure", i de més a més, com a medicinal. D'altra banda, l'espècie Centaurea cyanus prové d'un adjectiu grec -kuánous- que significa 'de color blau fosc', color que pren la planta en la majoria dels casos.

## Distribució geogràfica
És una planta que es troba distribuïda arreu del món -té l'origen a l'Orient Mitjà. Aquesta repartició i exportació és deguda a la barreja de llavors de cereals amb les de blauet que es va dur a terme molts anys enrere.
A Europa, també n'hi ha una àmplia presència sense veure's amenaçada, encara que ha disminuït en gran part al nord-est pels herbicides. D'altra banda, també podem trobar aquesta espècie per tot el territori de Catalunya i les Illes Balears.

## Hàbitat

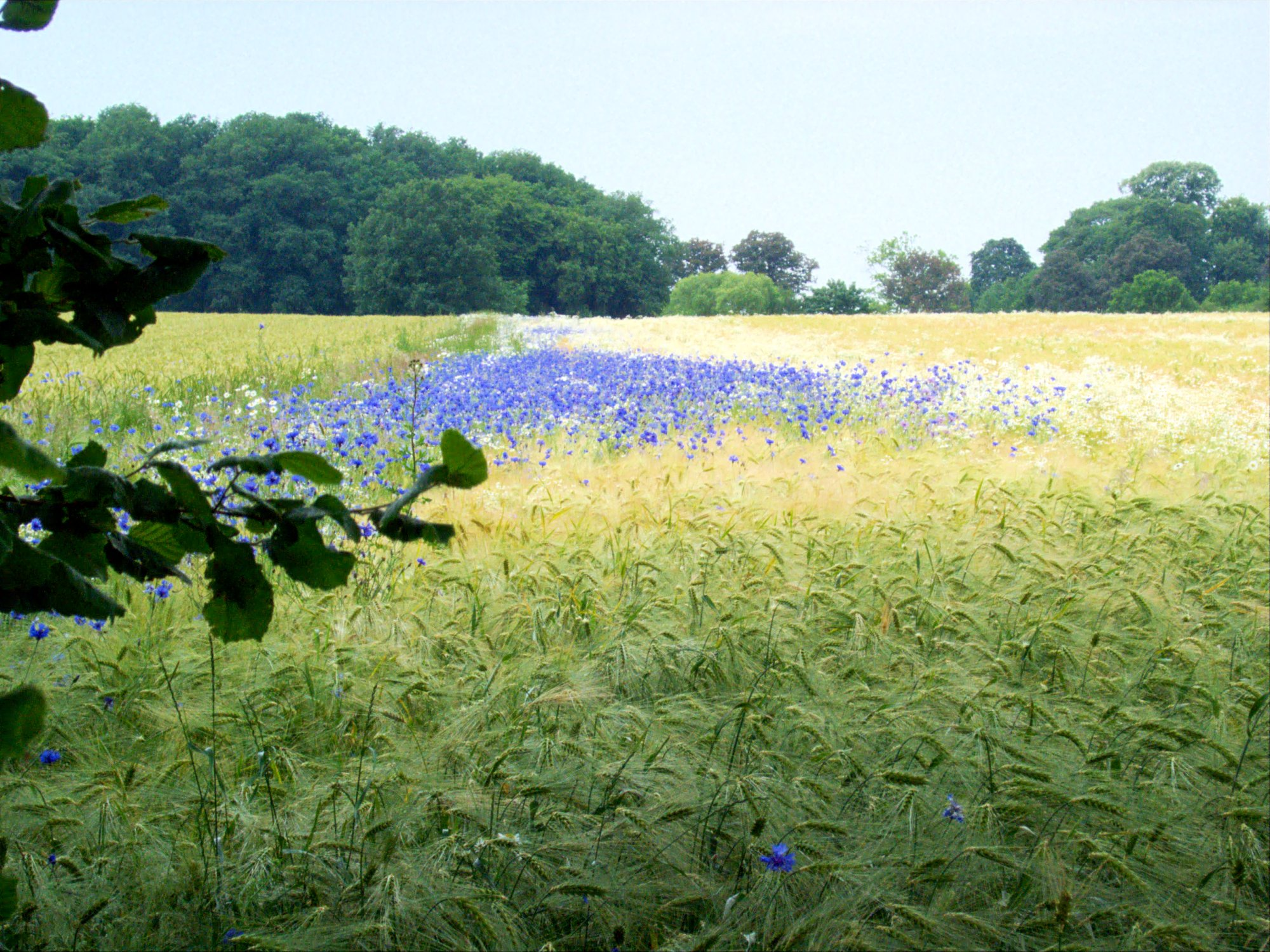
Blavet en un camp de cereals

Centaurea cyanus és una de les plantes anuals -rarament biennals- d'hàbitat silvestre que es cria bàsicament als camps de cereals d'una manera esporàdica, a la sorra, en camps i terres no cultivades, vores de camins i carreteres i en terres de medi àcid: en sòls humits i pedregosos. És per aquesta raó que n'hi ha una massiva producció quan es fan excavacions profundes a les carreteres i oleoductes. Sovint es troben exemplars d'aquesta espècie entre els 2.500 i 1.000 m d'altitud. El moment de la germinació n'és la primavera, bàsicament als mesos de maig, juny i juliol.
Generalment, les condicions ambientals que pot resistir Centaurea cyanus són:
- Llum: plena llum però poden suportar l'ombra.
- Temperatura: alta. Sobreviu en ambients càlids, encara que és capaç de suportar grans variacions de temperatura.
- Humitat: mínima. Viu en sòls secs.
- Acidesa: el seu pH oscil·la entre 4,5 i 7,5.
- Sòls: el seu creixement és factible en sòls pobres en nitrogen.

## Descripció botànica

### Forma vital (de Raunkjaer)
Teròfit: capaç de completar el cicle en l'estació favorable.

### Descripció vegetativa
La Centaurea cyanus, de la família de les compostes, segueix un cicle anual. Com a caràcters vegetatius destaca una tija herbàcia i glabrescent quasi sense pèls però recoberta d'un suau vellut. A més a més, és prima i flexible d'aproximadament uns 35-65 cm d'altura i amb la rel axonomorfa, és a dir, amb un eix principal més desenvolupat que els laterals i de tipus napiformes.
Pel que fa a les fulles grisenques, les inferiors són lanceolades, enteres i dentades, amb pecíol i dividides fins a tres segments lineals. La forma de l'àpex és agut i ciliat. En canvi, les fulles superiors són lanceolades i enteres. Ambdós tipus es disposen sobre la tija de manera alterna. A part, aquestes fulles pateixen diverses modificacions com són les bràctees.

### Descripció reproductora

#### Repartició de sexes

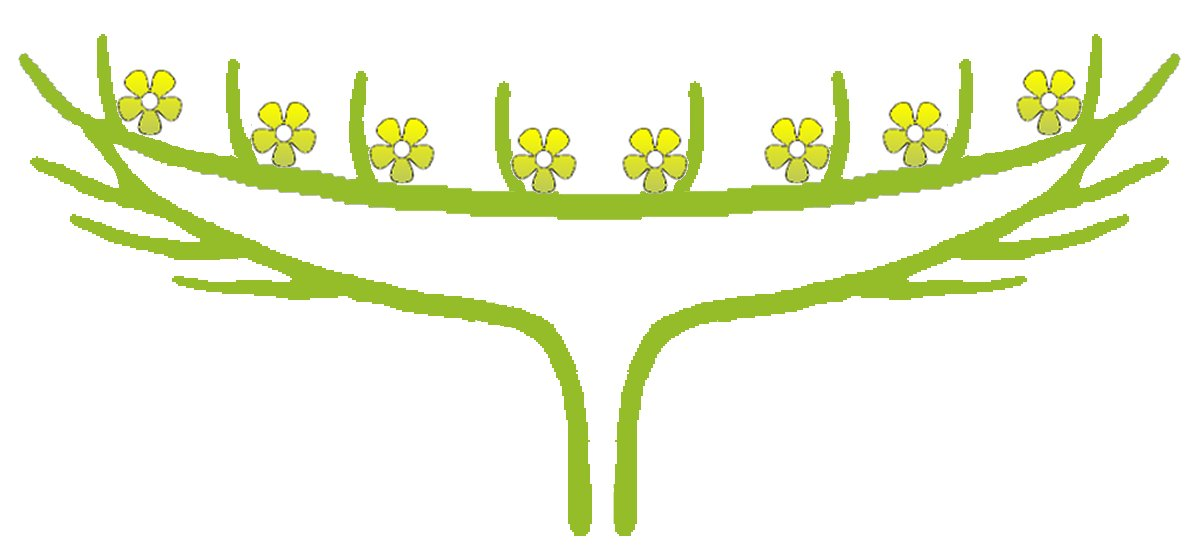
Esquema d'una inflorescència amb capítol

Les flors internes són hermafrodites i monoiques i les flors més exteriors de la Centaurea cyanus no tenen òrgans masculins ni femenins, per tant, són neutres o estèrils.

#### Inflorescència
La inflorescència és racemosa, amb capítols on les flors es disposen sobre un disc o receptable ovoide envoltat per bràctees estretes i solapades que constitueixen l'involucre d'uns 12-13 mm de diàmetre. Aquestes bràctees tenen un àpex no decurrent, pectinat, fimbriat i no espinós d'uns 0,3 mm, estrets, amb fímbries laterals platejades. El receptacle té al voltant de 10 flòculs externs estèrils en forma d'embut i color blau brillant mentre que els interns són bisexuals, tubulars i de color porpra.

#### Morfologia i color del periant
El periant és diferenciat i hi trobem flors de dues classes: les perifèriques, que són molt cridaneres i d'un blau intens i de les quals no se n'extreu fruit; i les del centre, molt més petites, fèrtils i d'un púrpura blavós.
Pel que fa al calze, aquest té els sèpals soldats i, per tant, és gamosèpal i està modificat en forma d'un anell de pèl curt: vilà. La corol·la és gamopètala, ja que té 5 pètals units. La simetria d'aquesta corol·la és acíclica.

#### Androceu
L'androceu consta de cinc estams epipètals, amb anteres normalment còniques formant un tub que rodeja l'estil.

#### Gineceu
El gineceu té un ovari ínfer, unilocular, del qual sorgeix un estil solitari amb dos estigmes bilobulats. El pistil consta de 2 carpels units amb una concrescència cenocàrpica.

#### Fruit
Els seus fruits són uns aquenis d'aspecte sedós, de color blau, amb canals blancs i ovalats -3,5-4 mm de llarg- coronats per un vilà de pèls de 3-4 mm de llarg, sense ramificar.

## Farmacologia

### Part utilitzada
S'utilitzen principalment els capítols florals, concretament les flors radials.

### Composició química
La principal composició química de la planta de Centaurea cyanus és la següent:
- Antocians. Centaurocianina, pelargonina, glucòsids de cianidina.
- Flavonoides. Protocianina, heteròsids d'apigenina.
- Lactones sesquiterpèniques. Cnicina.
- Polisacàrids heterogenis. Mucílags, pectines.
- Alcaloides indòlics. Moschamina, cis-moschamina, centiamina, cis-centiamina.
- Poliíns.
- Sals minerals (10%)
- Unes substàncies amargues de naturalesa desconeguda.

Els flavonoides són els pigments responsables de la coloració de les flors, els fruits i les fulles i això els fa tenir gran importància com a marcadors quimiotaxonòmics. Són considerats vasoprotectors, és a dir, disminueixen la permeabilitat dels capil·lars i n'augmenten la resistència. Posseeixen activitats demostrades com a captadors de radicals lliures, inhibidors enzimàtics, antiinflamatoris, antial·lèrgics, hepatoprotectors, antiespasmòdics, diürètics, hipocolesterolemiants, antibacterians, antivirals i anticancerosos in vitro, i fins i tot s'han descrit com a ansiolítics sense causar els efectes sedatius i miorelaxants de les benzodiazepines.
Els antocians es troben als vacúols de les cèl·lules epidèrmiques en tot tipus d'òrgans, pètals, fruits, bràctees, fulles, pecíols, bulbs i arrels, on el color depèn del pH de la dissolució.
Els antocianòsids augmenten la resistència dels capil·lars i en disminueixen la permeabilitat. Tenen propietats vasoprotectores, antiedematoses, antioxidants i afavoreixen la regeneració de la púrpura retinal.
Els tanins tenen propietats astringents, antidiarreiques, hemostàtiques, antiinflamatòries i antisèptiques. Per aplicació tòpica, impermeabilitzen les capes externes de la pell i les mucoses, i protegeixen les subjacents, a més de produir un efecte vasoconstrictor. S'utilitzen per al tractament d'afeccions de la pell, ferides, cremades i hemorroides. Internament, protegeixen davant inflamacions de les mucoses de la boca i la gola, insuficiència venosa i fragilitat capil·lar. Més recentment se n'han descrit interessants propietats antivirals, antibacterianes i antitumorals.

### Accions farmacològiques. Propietats
La Centaurea cyanus sempre s'ha utilitzat popularment com antibacterià, expectorant, fungicida, pectoral, estimulant, tonic, aperitiu i eupèptic, diürètic, colerètic-colagog, antisèptic, antipirètic, antiinflamatori i astringent suau. Actualment sol utilitzar-se com un corrector organolèptic (agent colorant) y marcador de tisanes. El principi amarg actua com aperitiu i eupèptic, els flavonoides i les sals potàssiques tenen propietats diürètiques i els poliïns són els que aporten el caràcter antisèptic, antipirètic, antiinflamatori i astringent suau. Els pigments antociànics confereixen una acció vitamínica P, ja que millora la microcirculació, augmenta la resistència i controla la permeabilitat capil·lar. També contribueix a la regeneració de la capa vascular de la retina a l'ull augmentant l'agudesa visual.

### Usos medicinals
L'aigua de blauet (Centaurea cyanus), obtinguda per la decocció de les seves flors, s'utilitza pel seu notable efecte antiinflamatori, aplicada sobre el pol anterior dels ulls. Les rentades oculars amb aquesta aigua milloren eficaçment els picors i la irritació dels ulls. També donen un aspecte fresc i estirat a les parpelles carregades i serveix per enfortir, aclarir i conservar la vista.
Les indicacions més importants són la conjuntivitis, ja que l'aigua de blauet ajuda a eliminar les secrecions i a fer desaparèixer la congestió ocular, la blefaritits, reumatisme, dispèpsies hiposecretores, anorèxia, grip, refredats, fragilitat capil·lar (cabells blancs), arteriopaties, flebitis, edemes per insuficiència venosa, hemeralopia, hemorroides, varius, retinitis pigmentaria, miopia, bacteris, càncer, càndida, dermatosis, diarrea, hidropesia, dismenorrea, èczema, febre, fongs, hepatosi, infecció, inflamació, icterícia, leucorrea, mastosis, micosis, oftalmia, dolor, salmonel·la, seborrea, vaginosi, retenció d'aigua i en el món de la cosmètica per fer locions desmaquillant o xampús suaus.

### Toxicologia
La planta no es considera tòxica.

## Història
Des de l'antiguitat, amb la barreja de les llavors de cereal amb les de Centaurea cyanus, la planta ha viatjat arreu. Plini el Vell, naturalista romà del primer segle de la nostra era, ho descrivia com "una flor molesta pels segadors". Aquests, intentaven evitar-la amb els seus estris agrícoles. Realment, però, és poca la informació escrita que ha arribat dels autors clàssics, ja que no es considera que fossin les gran figures farmacològiques de l'antiguitat qui prestessin atenció a la Centaurea cyanus, sinó que qui veritablement va trobar la funció medicinal a aquesta planta va ser Mattioli, un botànic del segle xvi que afirmava que les flors blaves del blauet desinflamaven els ulls vermellosos. En aquest cas, el senyal estaria en la contraposició del color blau -propi dels ulls sans i blaus- com el vermell encès dels inflamats.
Ja al segle xx, el nombre d'exemplars de l'espècie va disminuir considerablement, degut -entre altres- a aquests motius:
- Major ús d'herbicides i fertilitzants.
- Desenvolupament de nous i diversos cultius altament competitius.
- Destrucció de refugis vora el camp.
- Desaparició de les rotacions dels cultius tradicionals.
- Conversió de terres de cultiu marginals a les de pastura.

## Observacions

### Legislació
La Centaurea cyanus és una droga no aprovada per la Comissió Europea al considerar que les seves possibles aplicacions terapèutiques no estan suficientment documentades.

### Comerç
Malgrat l'aparent èxit de la Centaurea cyanus per les seves variables aplicacions, l'Agència Espanyola del Medicament, va ordenar l'any 2002 la retirada de DESTILADOS TRIDYN de l'empresa Xatoga Productes Naturals, SL amb seu a Cerdanyola del Vallès, a conseqüència d'una inspecció feta pel Departament de Sanitat i Seguretat Social. Aquest producte amb components de blauet va ser retirat, ja que no es podia assegurar la seva eficiència, qualitat ni seguretat podent arribar a suposar un risc per les persones que en prenguessin.
Hi ha diferents tipus de presentacions en l'àmbit del comerç:

#### Presentacions simples
- Artesania Agrícola: Planta trocejada (flors)
- BellSolá: Bosses per infusió
- Bromàtics, S.L. : Extracte vegetal hidroglicòlic
- Planta-Pol: Flor. Bossa de 30 g
- Soria Natur: Blavet (flor, bossa de 20 g) Centaurea cyanus L.
- Ynsadiet: Blavet Fitosol. Plantes Medicinals (Centaurea cyanus, sumitats florides)

#### Presentacions compostes
- A.C.P.G. Celnaturalista: Oftamax
- Natysal: Kalederm Gel facial
- Salus Floradaz Espanya: Saludiure infusió i Saluven infusió
- Ynsadiet: Esprai Nasal Biofemme

### Floració
La Centaurea cyanus floreix del juny a l'agost.

### Altres usos
És una planta cosmètica que s'empra freqüentment en la formulació de productes oculars com el contorn dels ulls. Antigament, s'utilitzava en la fabricació de colorants blaus i aigües de colònia.

## Galeria d'imatges

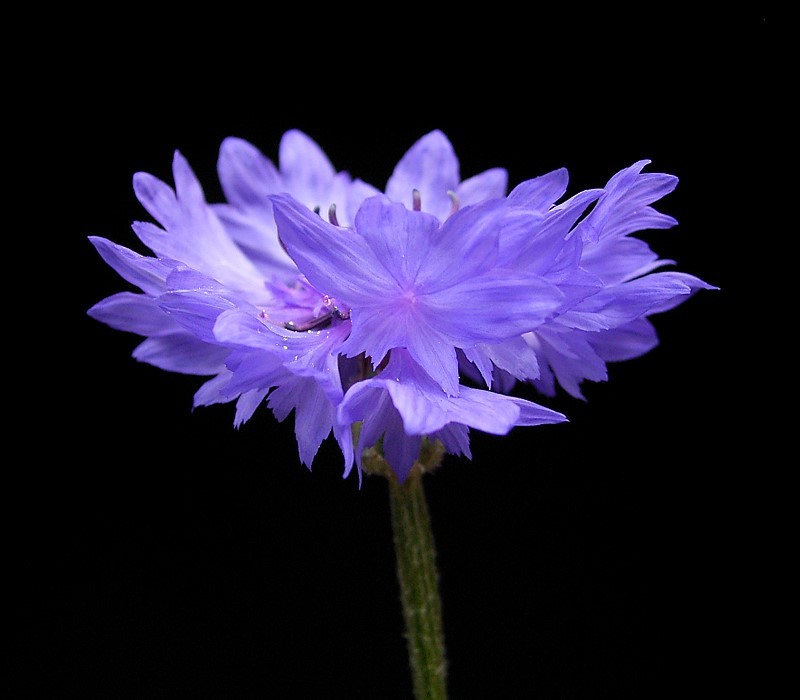
flor de blavet
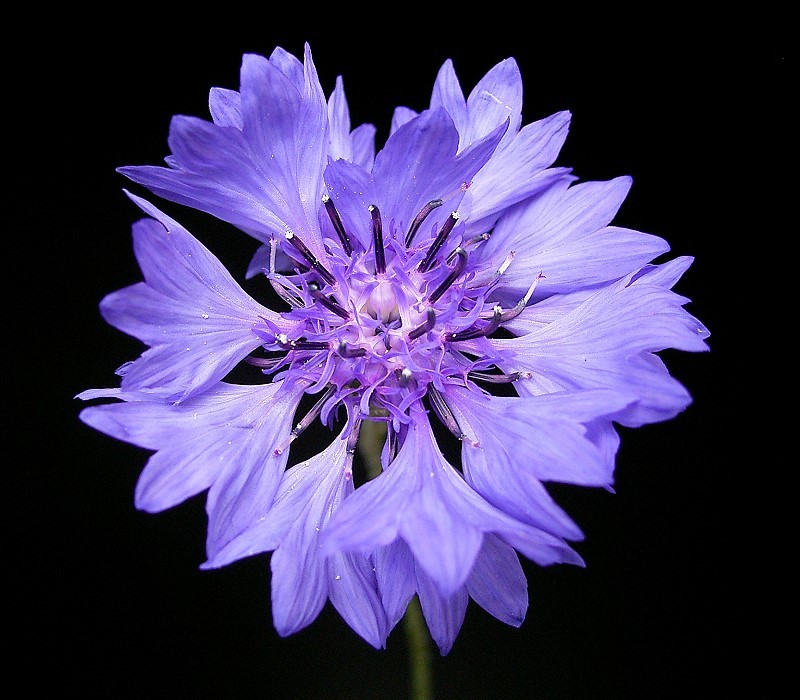
detall de la flor de blavet
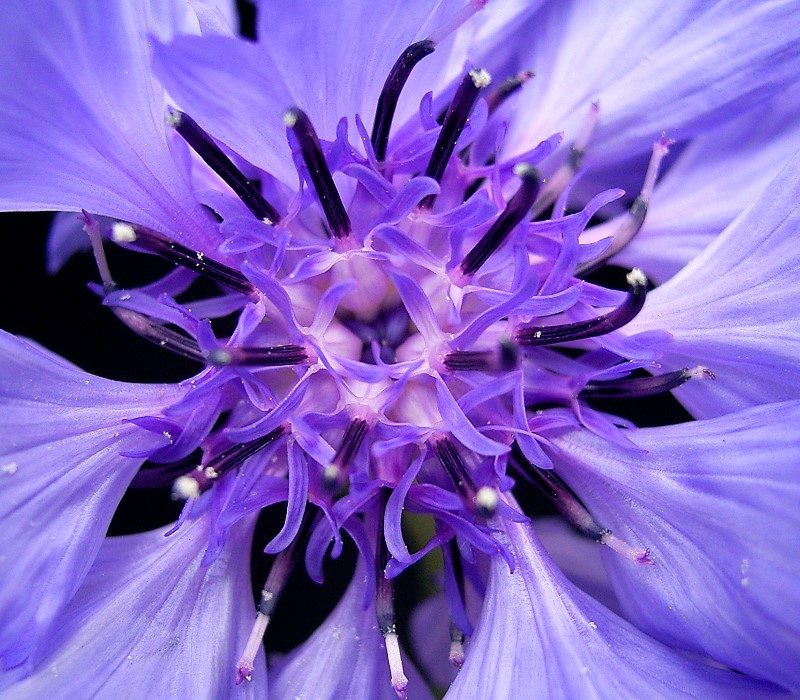
detall dels estams de blavet
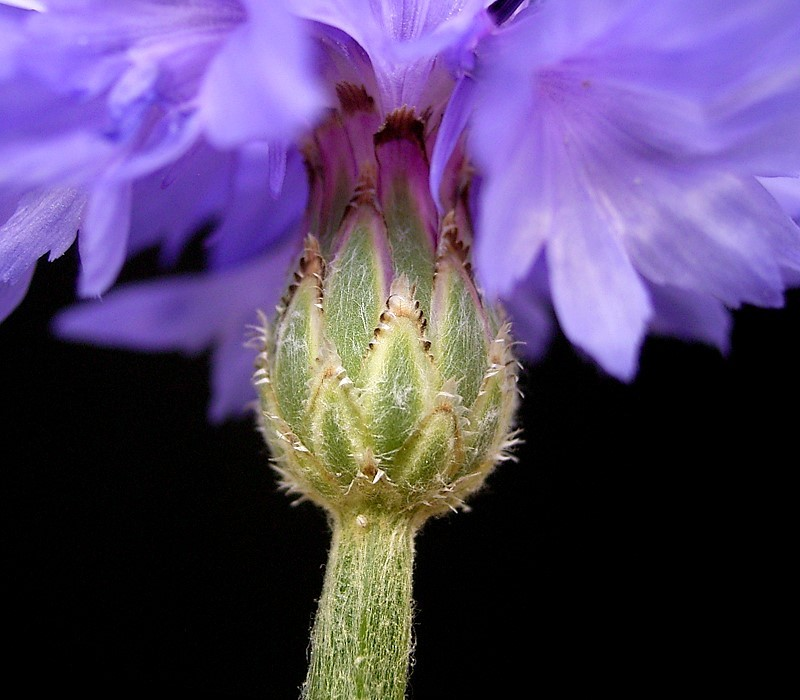
detall del calze de blavet
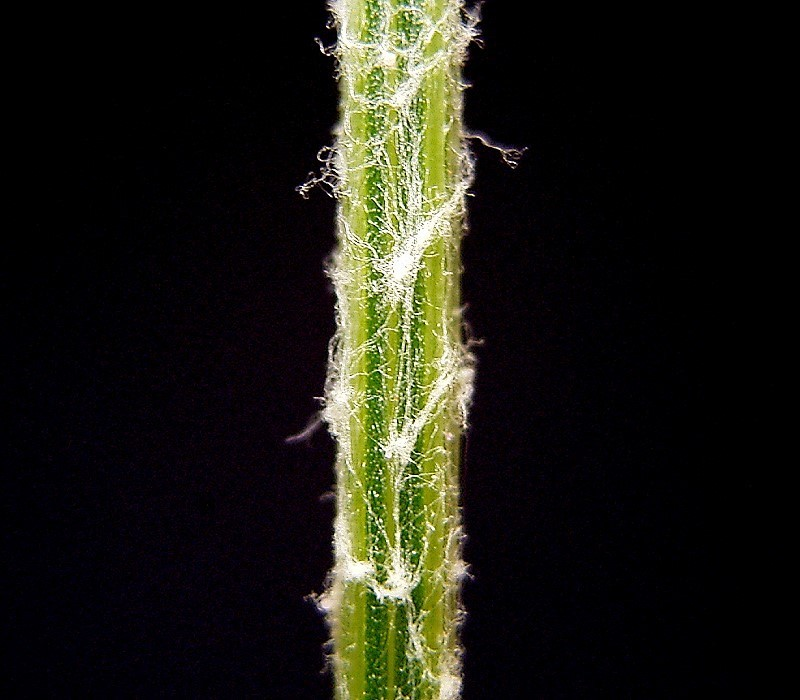
detall de la tija de blavet